# كأس الخليج العربي 1
تعتبر بطولة كأس الخليج العربي 1970 هي البطولة الأولى في بطولات كأس الخليج، وقد أقيمت في مملكة البحرين. وقد شارك في هذه البطولة أربعة فرق فقط، وهم : البحرين، قطر، السعودية، الكويت، وقد بدأت أولى مباريات البطولة في تاريخ 27 مارس 1970 بين فريقي البحرين وقطر، وأختتمت الدورة في المباراة التي جمعت بين البحرين والكويت في تاريخ 3 أبريل 1970، وقد أقيمت جميع المباريات في ملعب مدينة عيسى الدولي فاز في هذه البطولة منتخب الكويت لكرة القدم. وحصل على جائزة هداف البطولة اللاعبان الكويتيان جواد خلف ومحمد المسعود برصيد ثلاثة أهداف. وحصل على جائزة أفضل لاعب في البطولة اللاعب القطري خالد بلان. وحصل على جائزة أفضل حارس مرمى الحارس السعودي أحمد عيد.

## الملاعب
| مدينة عيسىكأس الخليج العربي 1 (البحرين) | مدينة عيسى             |
| --------------------------------------- | ---------------------- |
| مدينة عيسىكأس الخليج العربي 1 (البحرين) | ملعب مدينة عيسى الدولي |
| مدينة عيسىكأس الخليج العربي 1 (البحرين) | السعة: 15,000          |

## الدول المشاركة
- البحرين (الدولة المستضيفة)
- قطر
- الكويت
- السعودية

## مدربو الفرق
- طه الدوخي درب الكويت
- محمد حسن خيري درب قطر
- حمادة الشرقاوي درب البحرين
- جورج سكيرو درب السعودية

## المباريات
لعبت مباريات البطولة بنظام دورة روبن، حيث لعبت الفرق الأربعة مع بعضها، وقد فازت الكويت بالمباريات الثلاثة ونالت اللقب.
| الفريق   | لعب | فاز | تعادل | خسر | له | عليه | ف.أ. | النقاط |
| -------- | --- | --- | ----- | --- | -- | ---- | ---- | ------ |
| الكويت   | 3   | 3   | 0     | 0   | 10 | 4    | +6   | 6      |
| البحرين  | 3   | 1   | 1     | 1   | 3  | 4    | –1   | 3      |
| السعودية | 3   | 0   | 2     | 1   | 2  | 4    | –2   | 2      |
| قطر      | 3   | 0   | 1     | 2   | 4  | 7    | –3   | 1      |

| البحرين               | 2–1 | قطر       |
| --------------------- | --- | --------- |
| أحمد سالمين حسين زايخ |     | مبارك فرج |

| الكويت                            | 3–1 | السعودية        |
| --------------------------------- | --- | --------------- |
| محمود ديكسن جواد خلف محمد المسعود |     | محمد النور موسى |

| البحرين | 0–0 | السعودية |
| ------- | --- | -------- |
|         |     |          |

| الكويت                                       | 4–2 | قطر                    |
| -------------------------------------------- | --- | ---------------------- |
| جواد خلف محمد المسعود خلف سطام فاروق إبراهيم |     | خالد بلان سليمان الماس |

| السعودية        | 1–1 | قطر       |
| --------------- | --- | --------- |
| محمد النور موسى |     | خالد بلان |

| الكويت                            | 3–1 | البحرين   |
| --------------------------------- | --- | --------- |
| جواد خلف محمد المسعود محمود ديكسن |     | يوسف أمين |

### النتيجة
| بطل كأس الخليج العربي 1 |
| ----------------------- |
| · الكويت · للمرة الأولى |

## هدافو البطولة
| ثلاثة أهداف - جواد خلف - محمد المسعود هدفين - محمود ديكسن - محمد النور موسى - خالد بلان | هدف واحد - فاروق إبراهيم - خلف سطام - مبارك فرج - سليمان الماس - يوسف أمين - أحمد سالمين - حسين زايخ |

## روابط خارجية
- موقع كأس الخليج الرسمي نسخة محفوظة 29 ديسمبر 2017 على موقع واي باك مشين.